# Gustave Jundt
 (décembre 2014).
Gustave Jundt ou Gustave Adolphe Jundt, né le 21 juin 1830 à Strasbourg et mort le 14 mai 1884 à Paris (6e arrondissement), est un peintre paysagiste et peintre de genre, dessinateur, illustrateur et graveur français.

## Biographie

### Formation
Gustave Jundt est né en Alsace. Il fit ses études d'art à Paris et fut l'élève de Gabriel-Christophe Guérin et de Michel Martin Drolling. Il réalisa de nombreuses œuvres sur toiles et des gravures sur acier. Ses thèmes étaient la peinture de genre et les paysages avec souvent le thème de l'Alsace. Il se fit connaître en exposant au Salon de Paris de 1856.

### La perte de l'Alsace
Après la Guerre de 1870, la France perdit l'Alsace et une partie de la Lorraine. Au Salon de Paris de 1872, sa toile L'Arbre de Noël fut retirée, par mesure administrative, en raison des conséquences de la perte de l'Alsace. Mais la même année, Gustave Jundt réalisa à Paris, une œuvre patriotique nommée Vive la France ! Au revoir l’Alsace. Gustave Jundt fut de nouveau invité à exposer au Salon de Paris de 1873 et fut même médaillé lors de cette manifestation artistique.
En 1880, Gustave Jundt fut décoré de la Légion d'honneur.

### Enterrement
Atteint par la maladie qui l'empêcha de travailler les derniers temps, il mourut le 14 mai 1884 à l'âge de 53 ans. Il fut enterré au cimetière du Montparnasse dans la 17edivision, le 16 mai par son frère ingénieur des ponts et chaussées, assisté du président du conseil, Jules Ferry, de son frère Charles Ferry préfet et député, des peintres William Bouguereau, membre de l'Institut, Charles Busson et Antoine Guillemet, représentant la Société des artistes français, enfin des membres du Cercle des Arts libéraux et du Cercle artistique de la Seine, dont le défunt était membre.
Auguste Bartholdi réalisa un buste en bronze de Gustave Jundt, pour sa tombe au cimetière du Montparnasse (division 17).

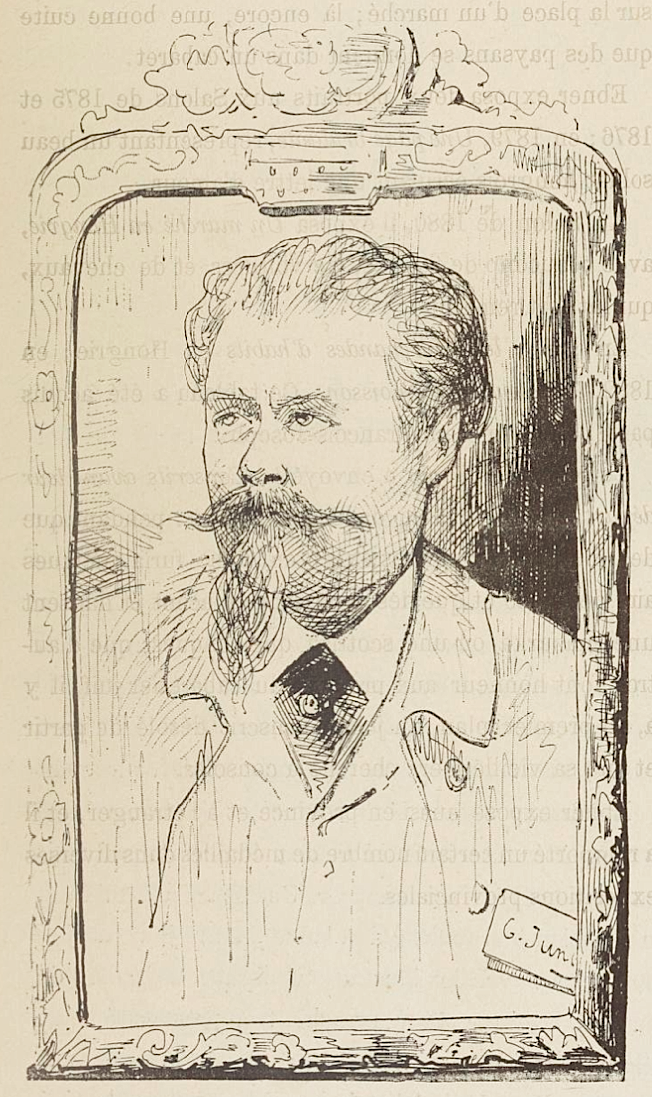
Autoportrait dessiné en 1883.
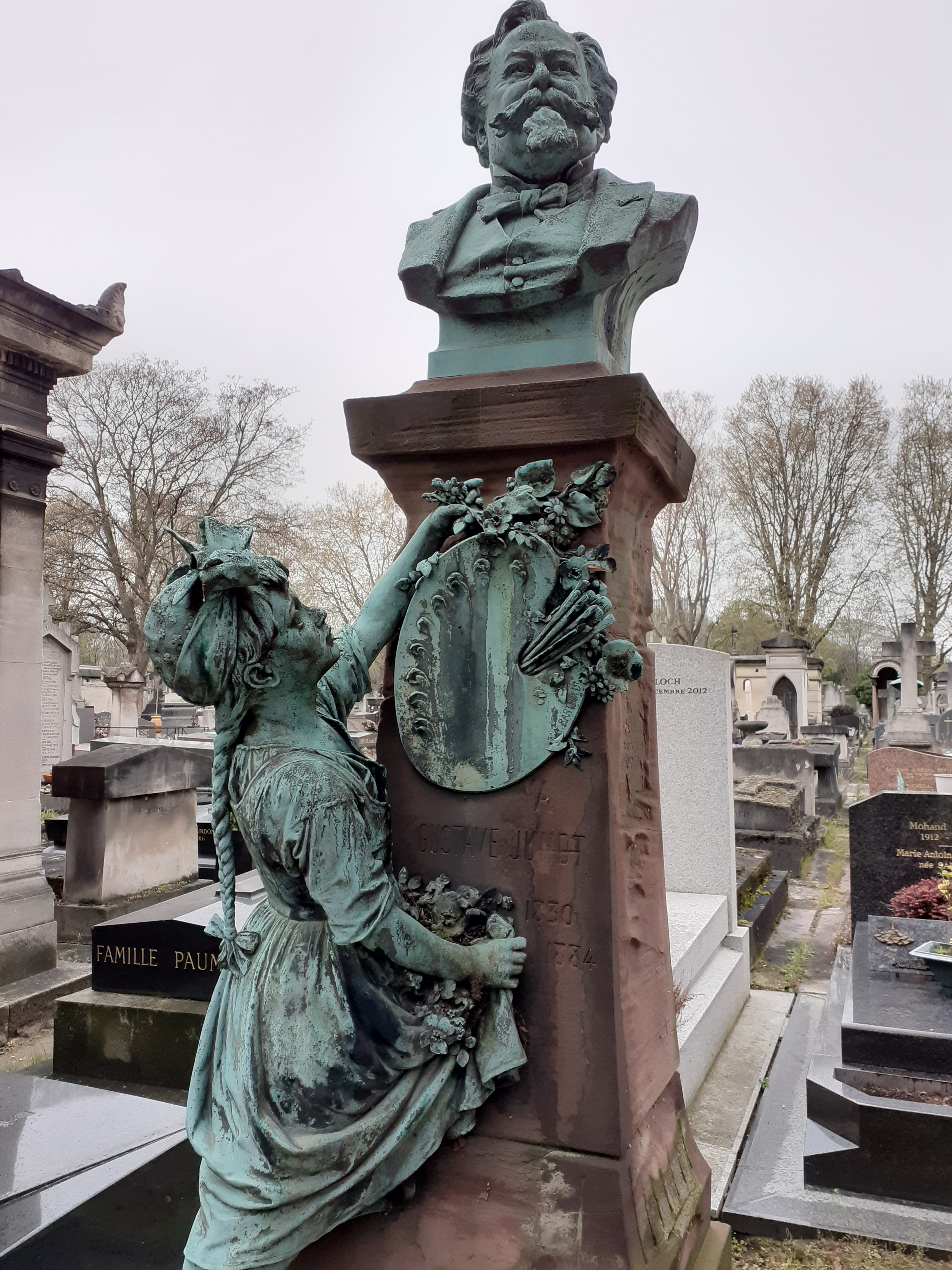
Stèle de la tombe de Gustave Jundt, au cimetière du Montparnasse.
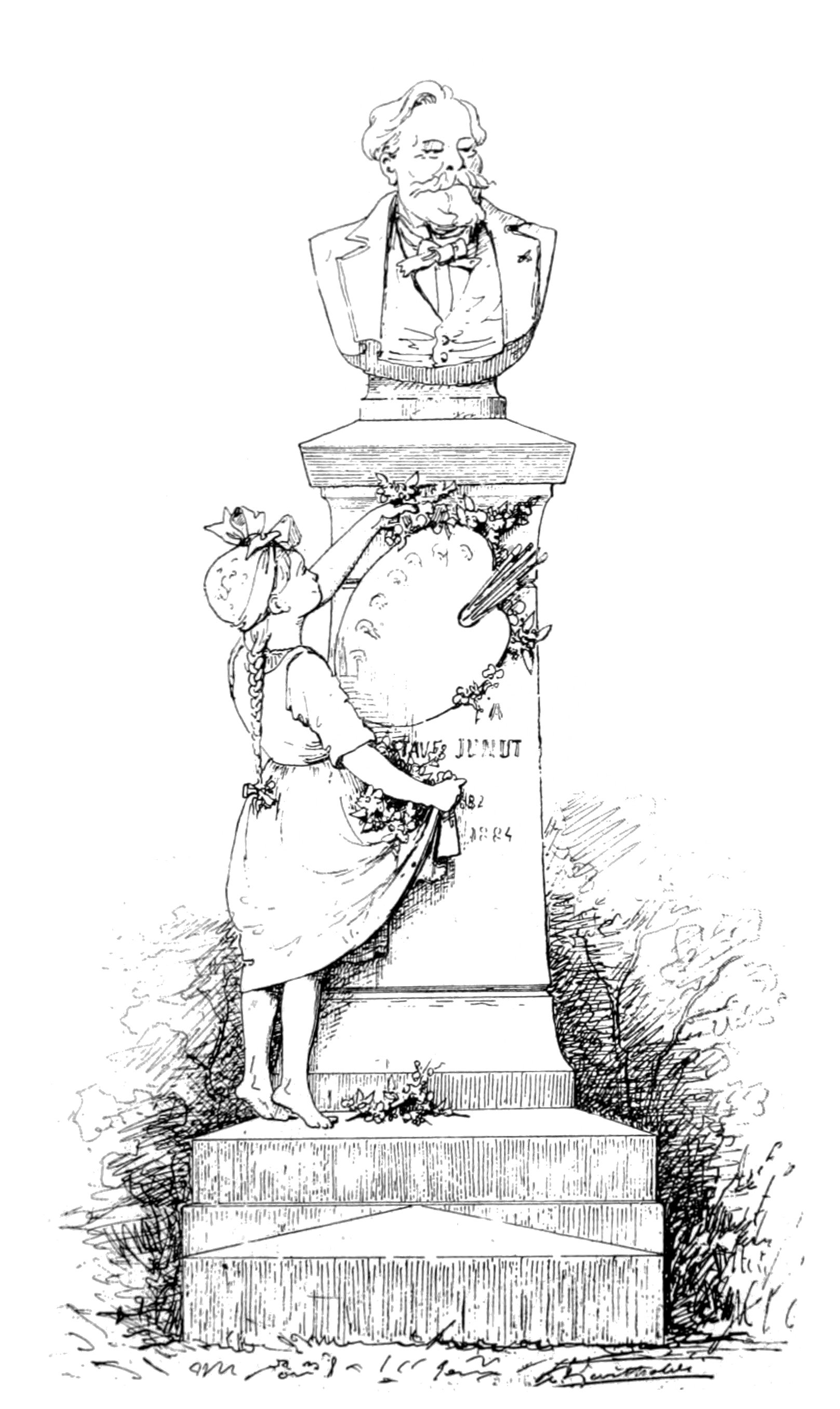
Monument funéraire pour Gustave Jundt par Auguste Bartholdi (cimetière du Montparnasse).
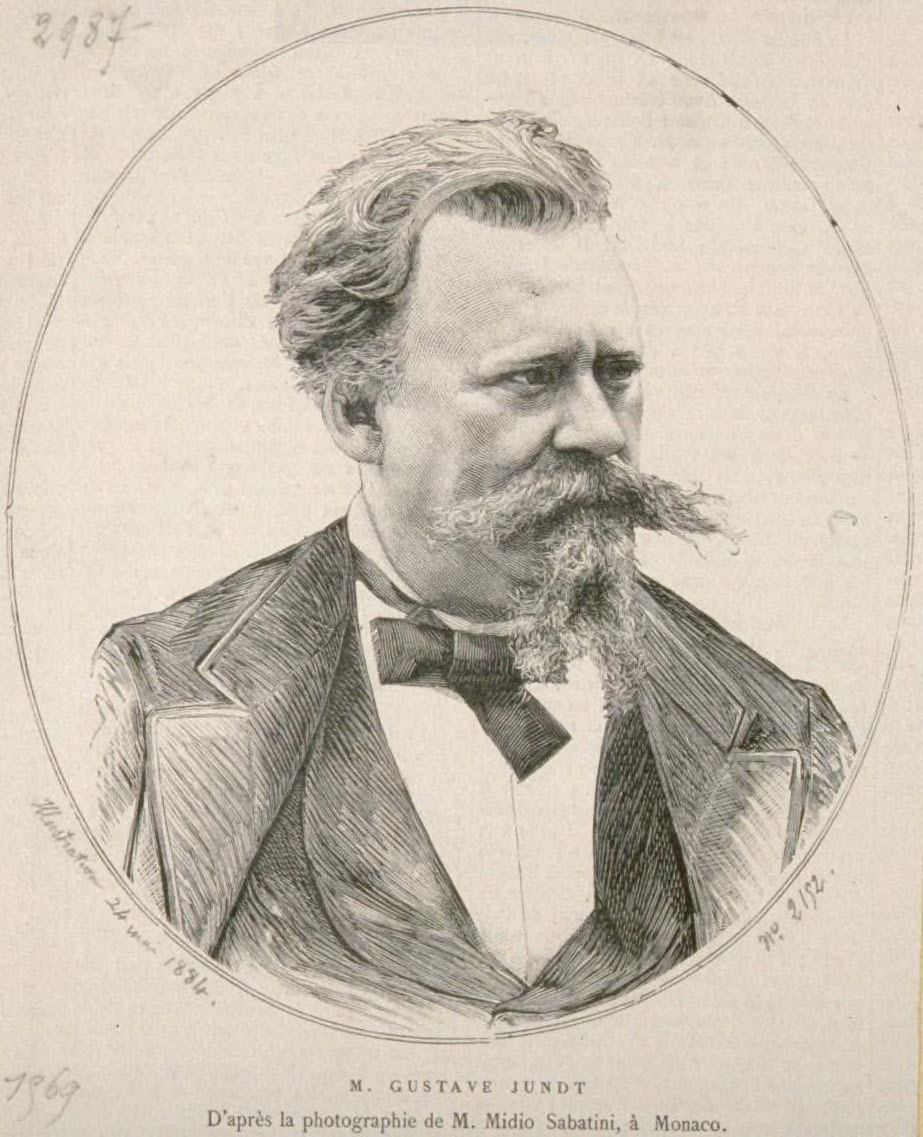
Illustration de Gustave J. d'après photographie de M. Midio Sabatini à Monaco (1884).

## Œuvre
Illustrations pour :
- Erckmann-Chatrian. Contes et romans populaires. 1867.
- Sonnets et eaux-fortes. 1869.
- Aury. La mésange. vers 1880.

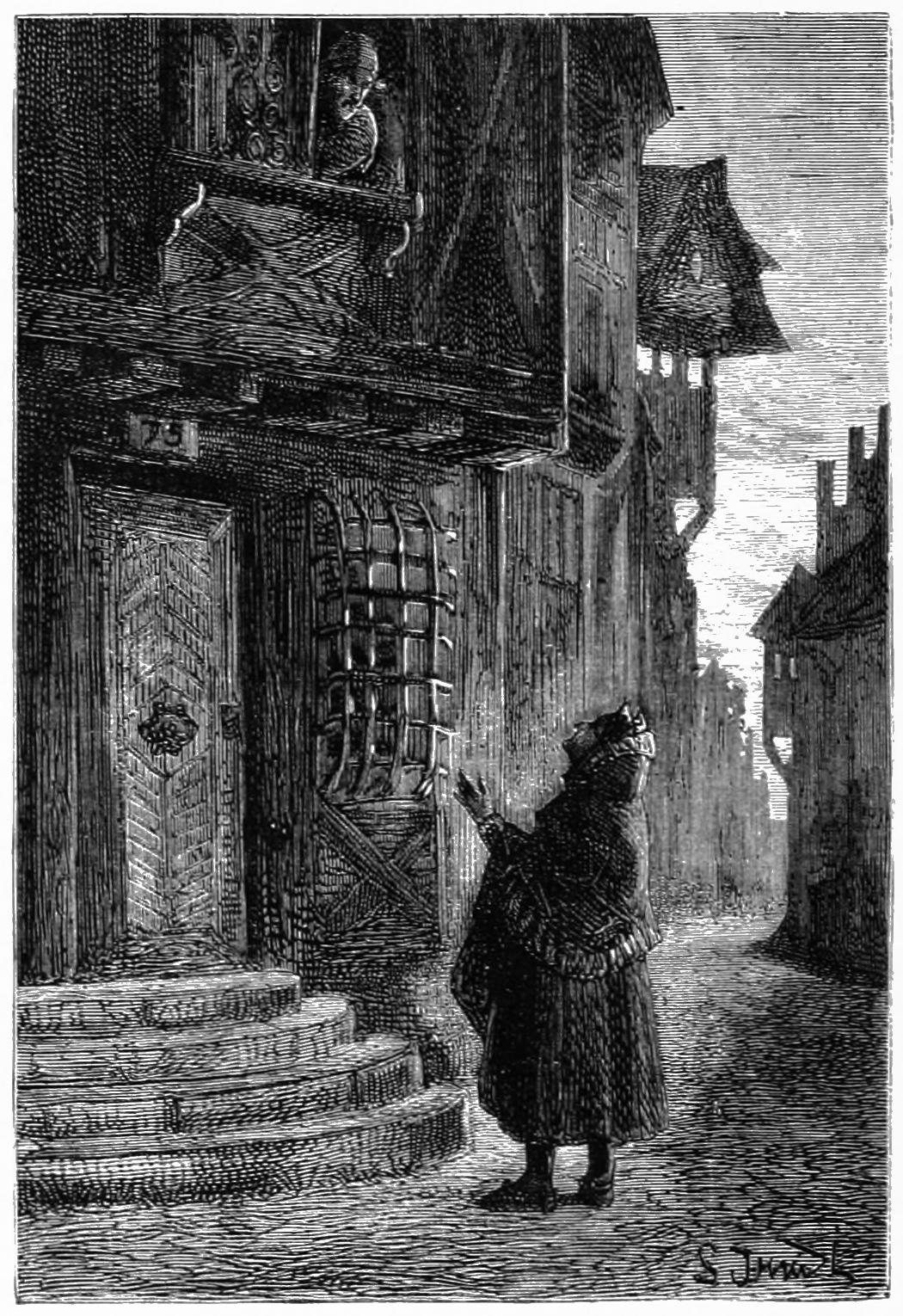
Illustration issue du recueil Contes et romans populaires de Erckmann-Chatrian (1867).
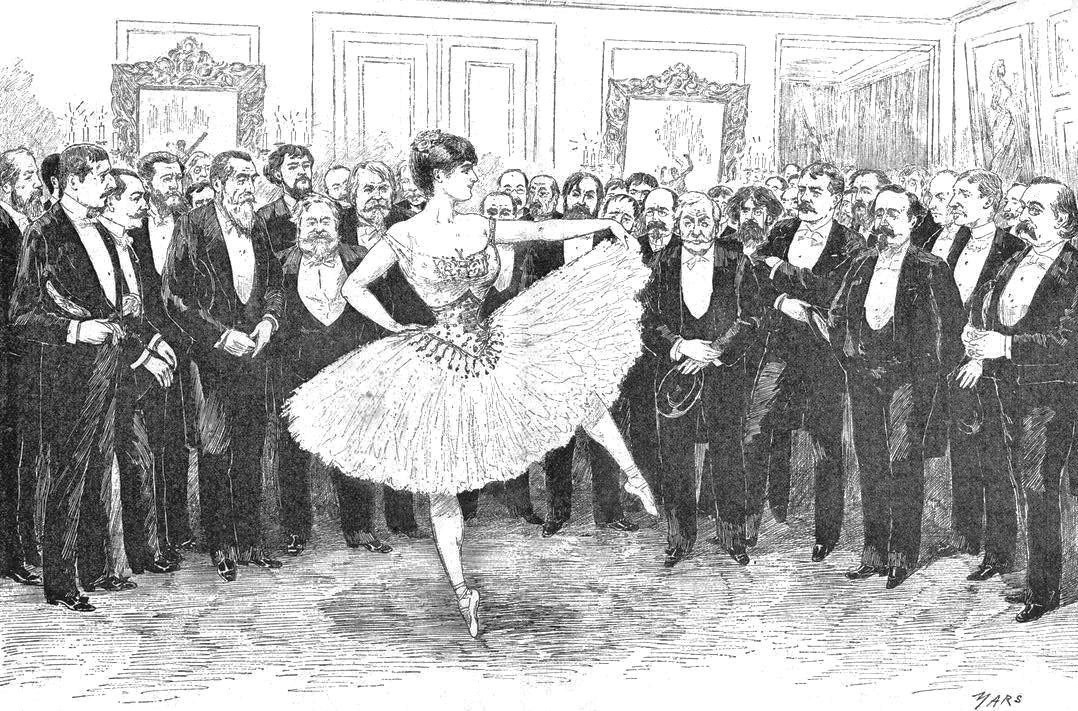
Julia Subra au cinquantenaire du Charivari chez Pierre Véron, dans Le Monde illustré, no 1363, 12 mai 1883.
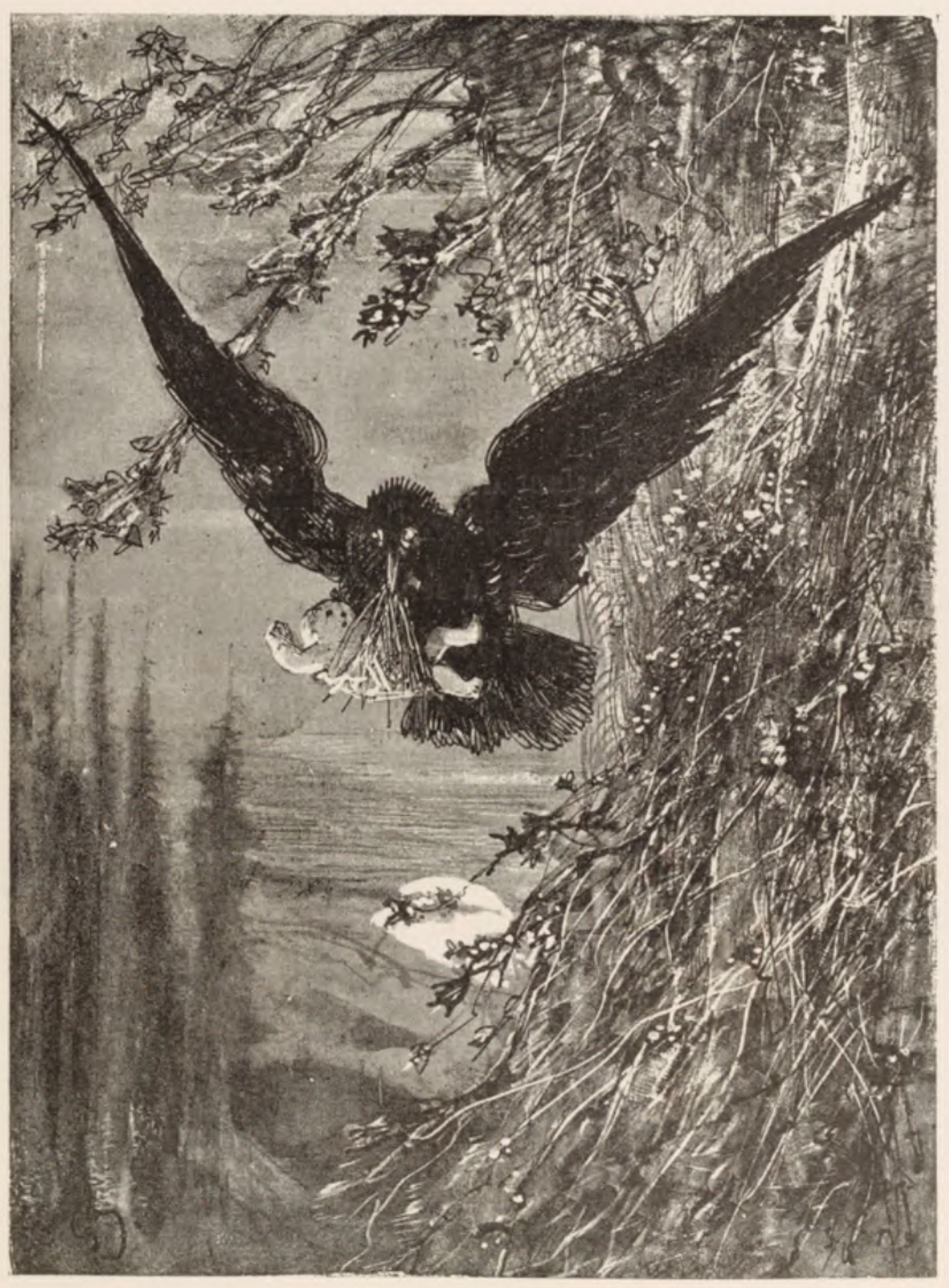
Illustration pour Hans, fantaisie allegorique pour tous (1883).
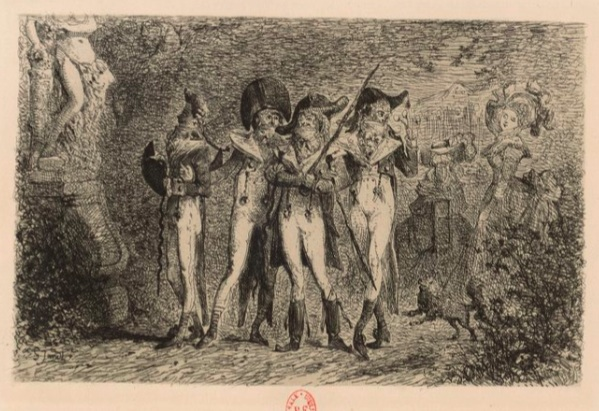
Les incroyables, illustration pour Emmanuel des Essarts, dans Sonnets et eaux-fortes (1869).